# Gabro
Gabro je mafitna intruzivna magmatska stijena koja se većinom sastoji od bazičnih plagioklasa i monoklinskih piroksena (klinopiroksena), a ima krupnozrnatu strukturu.
Gabro je tipična stijena srednjeg stupnja frakcionacije bazaltnih magma pa se najčešće pojavljuje u obliku uslojenih intruzija, ali i debljih diferenciranih silova te manjih intruzija. 
Najveći dio oceanske kore načinjen je upravo od gabra, proizvedenog bazaltnim magmatizmom na srednjooceanskim hrptovima.